# Metabolička mreža
Metabolička mreža je sveukupni set metaboličkih i fizičkih procesa koji određuju fiziološka i biokemijska svojstva stanice. Te se mreže sastoje od kemijskih reakcija metabolizma, kao i od regulacijskih interakcija koje rukovode tim reakcijama.
Sekvenciranje kompletnih genoma omogućilo je rekonstruiranje mreža biokemijskih reakcija mnogih organizama, od bakterija do čovjeka. Mnoge su skvencije genoma dostupne na internetskim bazama podataka, npr.: Kyoto enciklopedija gena i genoma (KEGG), EcoCyc, BioCyc i metaTIGER. Metaboličke mreže su vrlo korisni alati za izučavanje i modeliranje metabolizma.

## Unutarnje poveznice
- Metabolizam
- Metabolički put